# Valdaora
Valdaora (Olang) é uma comuna italiana da região do Trentino-Alto Ádige, província de Bolzano, com cerca de 2.798 habitantes. Estende-se por uma área de 48 km², tendo uma densidade populacional de 58 hab/km². Faz fronteira com Braies, Brunico, Marebbe, Monguelfo, Rasun Anterselva.

## Demografia
| Variação demográfica do município entre 1861 e 2011                               |
|                                                                                   |
| Fonte: Istituto Nazionale di Statistica (ISTAT) - Elaboração gráfica da Wikipedia |